# ACSS3
ACSS3‏ (Acyl-CoA synthetase short chain family member 3) هوَ بروتين يُشَفر بواسطة جين ACSS3 في الإنسان.